# Lemoniz kärnkraftverk
Lemóniz kärnkraftverk är ett ej färdigställt kärnkraftverk i Lemoiz cirka 15 km från Bilbao i provinsen Biscaya i regionen Baskien i Spanien. Uppförandet påbörjades 1974 och avbröts i praktiken 1982, efter att bland annat två högt uppsatta chefer mördats 1981 respektive 1982 av den terrorstämplade baskiska separatiströrelsen ETA. Slutgiltigt beslut om att inte färdigställa verket togs 1984.

## Historik
Planerna för kraftverket började ta form under Franco-diktaturen med en offert i februari 1971 från Westinghouse till spanska staten, vilket senare samma år resulterade i en beställning av två reaktorer till Lemóniz. Samtidigt beställdes två reaktorer till Almaraz, och kort därefter även två reaktorer till Ascó. Alla 6 reaktorerna var av typen Westinghouse 3-loop PWR med en termisk effekt på 2 696 MWth och en elektrisk effekt på 900 MWe. Tillstånd för att börja bygga Lemóniz erhölls den 30 mars 1974 varpå uppförandet påbörjades.
De påbörjade reaktorerna blev en del av den första nationella energiplanen för Spanien som publicerades den 24 januari 1975 och som fastslog planmålen att ha en installerad kärnkraftseffekt på 24 000 MW 1985 (cirka 24 reaktorer) och 35 000 MW 1992 (cirka 35 reaktorer).

### Protester
Den baskiska separatiströrelsen ETA motsatte sig projektet från första början, då man betraktade det som en exploatering av regionen beordrad av centralregeringen. Protester förekom redan under Franco-tiden där aktivister bemöttes med förföljelse och fängelsestraff, och motståndare med såväl kärnkraftkritiska som separatistiska bevekelsegrunder samarbetade och lyckades försena eller förhindra två andra kärnkraftsprojekt på den baskiska kusten: Regodola och Santillán. Efter dessa framgångar kom motståndet att fokuseras mot Lemoniz, där stora protester anordnades, till exempel en demonstration i Bilbao i juli 1977 med över 200 000 deltagare.
Den 18 december 1977 angreps en Guardia Civil-postering vid kraftverket av en ETA-grupp med fyra maskerade män som öppnade eld med automatvapen samt kastade handgranater. Civilgardisterna besvarade elden och sårade en av angriparna, David Álverez Peña, så allvarligt att han avled inom en månad. Två dagar tidigare, den 16 december 1977, mördade ETA Julio Martinez Ezquerro, en hög kommunal tjänsteman, som anklagades för att vara "uppviglare och förtroendeman för de repressiva krafterna" och "intim vän och samarbetsman med den polissergeant som nyligen avrättades av ETA".
Den 1 mars 1978 genomfördes en attack med flera mindre brandbomber som kastades mot kontor tillhöriga en av underleverantörerna till Lemoniz.

Den 17 mars 1978 detonerade en bomb placerad av ETA inne i reaktorsystemet som dödade två kraftverksarbetare, Andrés Guerra och Alberto Negro, och skadade ytterligare minst två (enligt vissa uppgifter "ett tiotal").

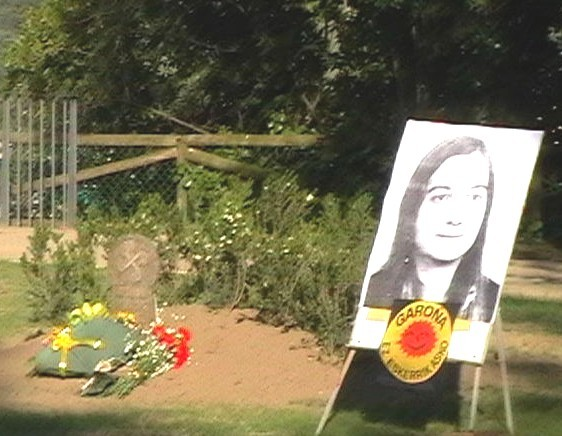
Gladys del Estal, antikärnkraftsaktivist dödad av en poliskula under en demonstration.

Den 3 juni 1979 avled en antikärnkraftsaktivist, Gladys del Estal(en), efter att ha träffats av en kula från Guardia Civil under en demonstration mot kärnkraft i Tudela (Navarra).
Den 13 juni 1979 placerade ETA en bomb i turbinhallen som detonerade och dödade en kraftverksarbetare, Ángel Baños. Attentatet skedde samtidigt som en stor anti-kärnkraftsmanifestation/festival pågick i södra delen av Baskien.
Den 29 januari 1981 lät ETA kidnappa den tekniske chefen vid kraftverksbygget José Maria Ryan, och krävde i utbyte mot ett frisläppande att kraftverksbygget skulle demoleras inom en vecka. Kidnappningen väckte bred förbittring, och torsdagen den 5 februari demonstrerade 15 000 människor i Bilbao mot kidnappningen. Myndigheterna svarade aldrig på hotelserna varpå ETA meddelade på fredagkvällen att Ryan "dömts till döden" och han hittades senare skjuten i huvudet på en väg.

Den 5 maj 1982 mördade ETA platschefen Ángel Pascual Mugica. Han sköts till döds i sin bil i ett bakhåll medan hans 16-årige son som satt i passagerarsätet fick lättare skador. Detta dåd stoppade i praktiken bygget av kärnkraftverket tills vidare, som formellt och slutgiltigt stoppades den 28 juni 1984. 

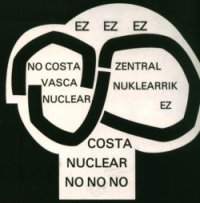
Logotyp skapad av skulptören Chillida i motståndet mot Lemóniz kärnkraftverk.

### Reviderade energiplaner
En reviderad energiplan godkändes i juli 1979, där planmålet för 1990 reviderades ner till 12 671 MW. Mellan 1981 och 1985 anslöts 5 reaktorer (Almaraz 1 och 2, Ascó 1 och 2 samt Cofrentes) till nätet, med en sammanlagd effekt på 4 695 MW.
Bygget av kraftverket Lemoniz stoppades formellt den 28 juni 1984 när en nytillträdd socialistregering tillkännagav version 3 av den nationella energiplanen, vilken innebar ett stopp för utbyggnadsplanerna för kärnkraft i Spanien.
Vid denna tidpunkt hade cirka 1,6 miljarder USD investerats i anläggningen. Lemoniz 1 var färdig till 90 procent och bedömdes kunna färdigställas inom drygt 1 år, medan Lemoniz 2 var färdig till 30 procent och bedömdes kunna färdigställas inom tre till fyra år. I och med nedläggningsbeslutet blev anläggningen i stort sett värdelös.

### Avveckling
Då anläggningen aldrig laddades med bränsle finns ingen radioaktiv kontamination. Många delar av anläggningen har sålts som reservdelar eller som objekt för forskning och utveckling, men rivningen av de stora byggnaderna har ännu (2018) inte påbörjats.
| Våldshandlingar i anslutning till bygget av Lemóniz | Våldshandlingar i anslutning till bygget av Lemóniz | Våldshandlingar i anslutning till bygget av Lemóniz | Våldshandlingar i anslutning till bygget av Lemóniz    |
| Datum                                               | Beskrivning | Antal offer                                         | Offrens anknytning                                     |
| --------------------------------------------------- | --- | --------------------------------------------------- | ------------------------------------------------------ |
| 1977-12-18                                          | Fyra maskerade män angriper en vaktpost från Guardia Civil som bevakade byggnadsplatsen. En av angriparna skadas svårt och avlider inom en månad. | 1 död                                               | ETA                                                    |
| 1978-03-17                                          | ETA placerar en bomb i reaktorsystemet som detonerar och dödar två kraftverksarbetare, Andrés Guerra och Alberto Negro, och skadar ytterligare två. | 2 döda 2 skadade                                    | Arbetare vid kraftverksbygget                          |
| 1979-06-03                                          | En antikärnkraftsaktivist, Gladys del Estal, avlider efter att ha träffats av en kula från Guardia Civil under en demonstration mot kärnkraft i Tudela i regionen Navarra                                                                                    | 1 död                                               | Allmänhet (anti-kärnkraftsaktivist)                    |
| 1979-06-13                                          | ETA placerar en bomb i turbinhallen som detonerar och dödar en kraftverksarbetare, Ángel Baños. | 1 död                                               | Arbetare vid kraftverksbygget                          |
| 1981-01-29                                          | ETA kidnappar chief nuclear engineer (teknisk chef) vid kraftverksbygget, José Maria Ryan, och kräver i utbyte mot ett frisläppande att kraftverksbygget ska demoleras inom en vecka. När så inte sker mördas Ryan natten till lördagen den 7 februari 1981. | 1 död                                               | Arbetare (chief project engineer) vid kraftverksbygget |
| 1982-05-05                                          | ETA mördar general project director (platschef) Ángel Pascual Mugica. Han skjuts till döds i sin bil medan hans 16-årige son, som sitter i passagerarsätet, får lättare skador.                                                                              | 1 död                                               | Arbetare (project manager) vid kraftverksbygget        |